# Bürgerschaftswahl in Bremen 2023
- Linke: 10
- SPD: 27
- Grüne: 11
- FDP: 5
- CDU: 24
- BIW: 10

- Regierung: 48
- Opposition: 39

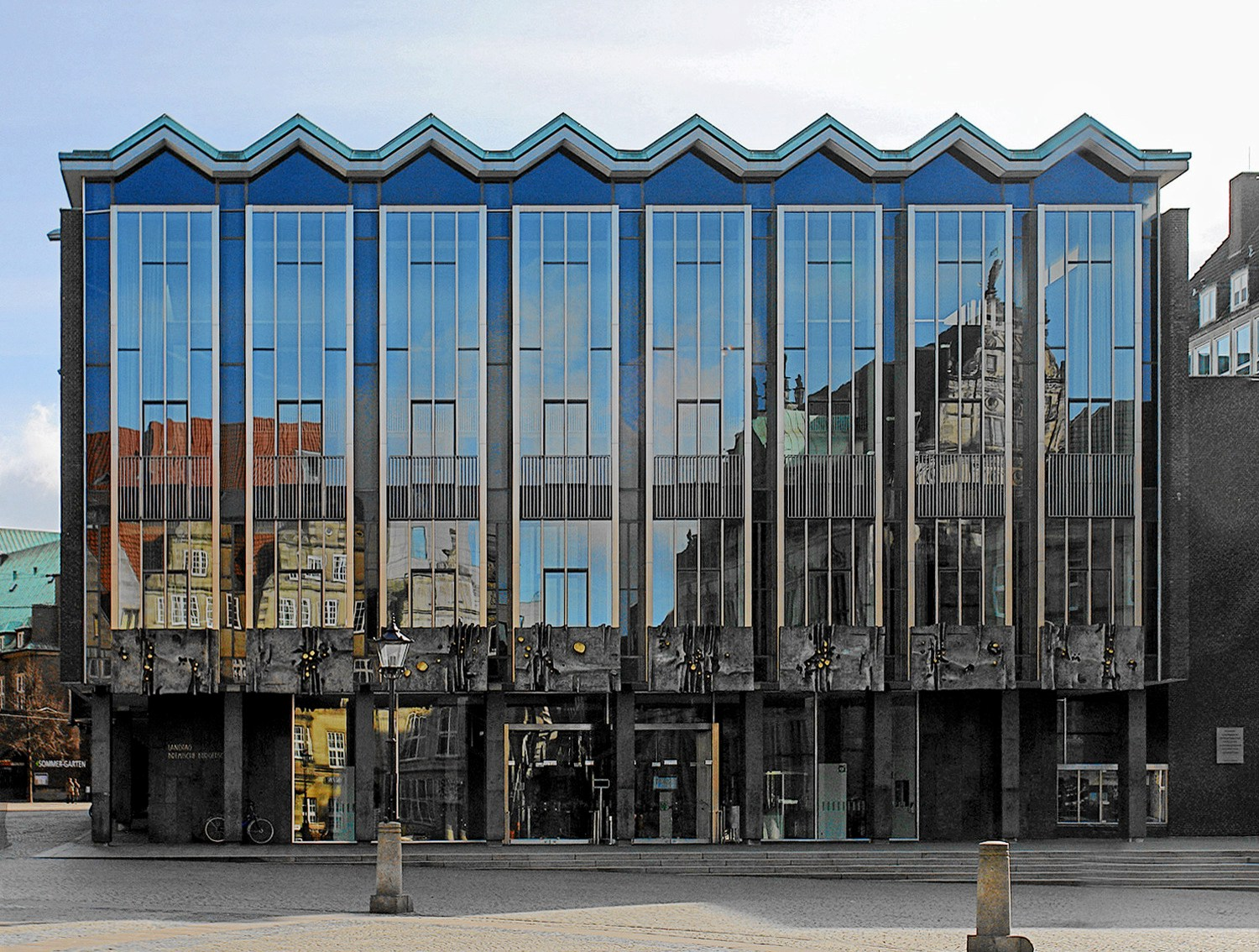
Die Bremische Bürgerschaft

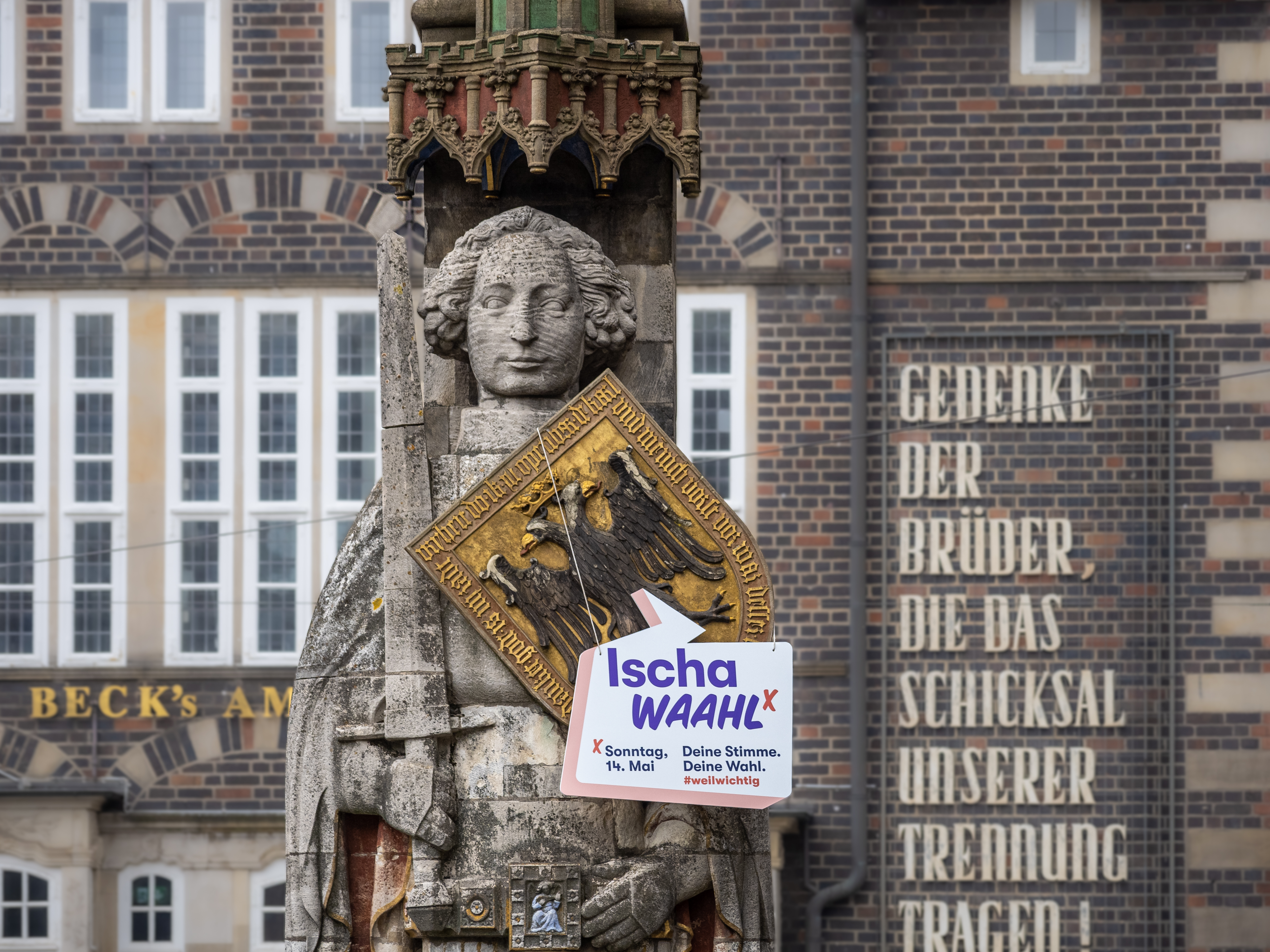
„Ischa Waahl“, Rolands Aufruf zur Wahlteilnahme 2023

Die Wahl zur 21. Bremischen Bürgerschaft der Freien Hansestadt Bremen fand am 14. Mai 2023 statt.
Die im Wahlbereich Bremen abgegebenen Stimmen galten für die Bremische Bürgerschaft (Landtag) und die Stadtbürgerschaft Bremen. Zudem fanden gleichzeitig die Wahlen zur Bremerhavener Stadtverordnetenversammlung und in der Stadt Bremen zu den Beiräten statt.
Die SPD konnte ihre Wahlniederlage von 2019 zum größeren Teil wettmachen und wurde mit deutlichem Abstand wieder größte Partei, während ihr Koalitionspartner Bündnis 90/Die Grünen starke Verluste hinnehmen musste. Mit einem Zugewinn von sieben Prozent der Wählerstimmen bei über neun Prozent insgesamt war die Wählervereinigung Bürger in Wut größter Gewinner. Sie profitierte davon, dass die AfD aufgrund innerparteilicher Streitigkeiten nicht zur Wahl zugelassen worden war. CDU und Linke hielten ihre Ergebnisse, die FDP verlor leicht. Wie schon 2019 waren eine Große Koalition aus SPD und CDU wie auch die Fortsetzung der regierenden Koalition aus SPD, Grünen und Linken möglich.
Am 25. Juni 2023 einigte sich Rot-grün-rot auf die Fortsetzung der Koalition (Senat Bovenschulte II).

## Organisation

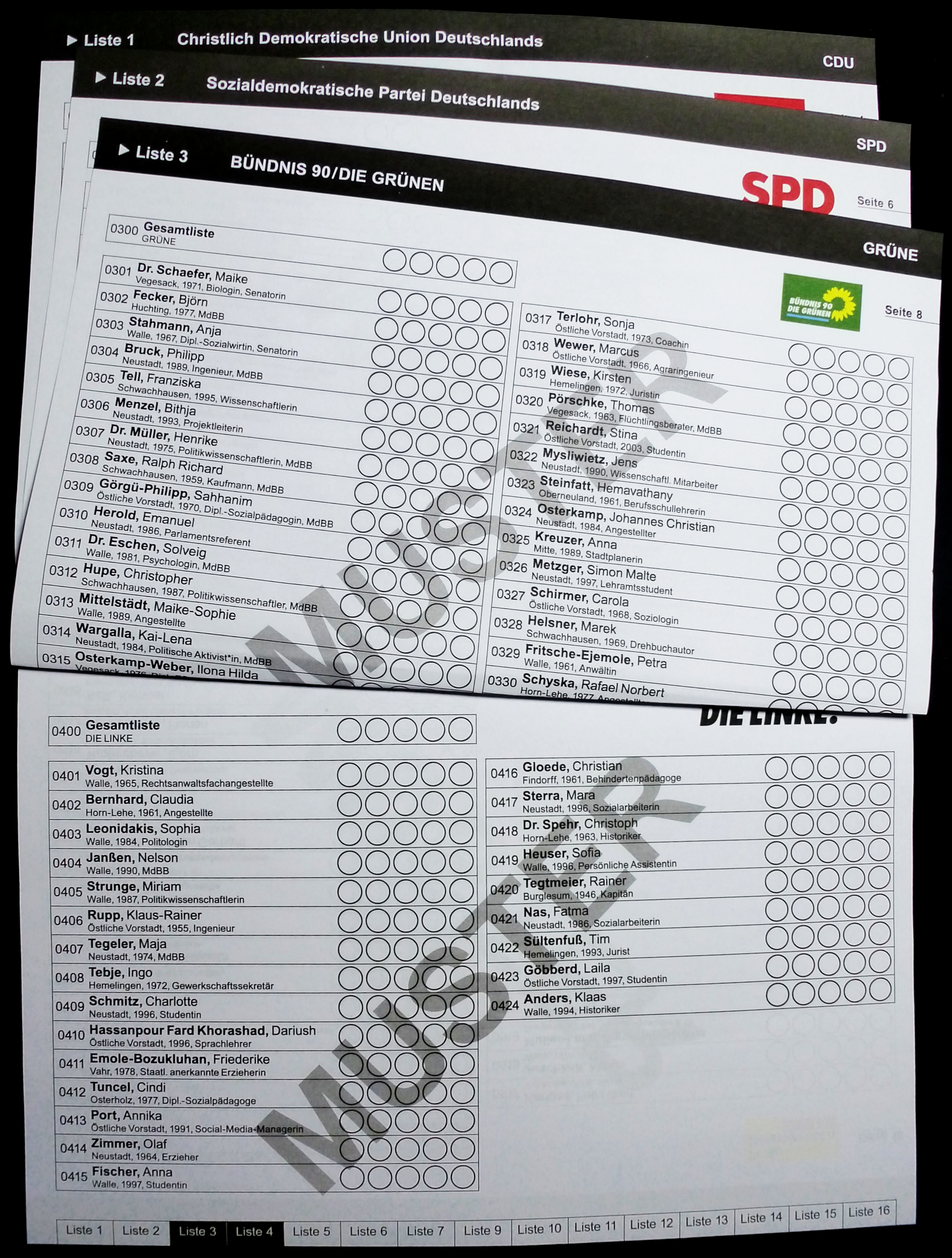
Der „Stimmzettel“ zur Bremischen Bürgerschaft 2023 ist im Wahlbereich Bremen ein DIN-A4-Heft im Querformat mit 20 genutzten Seiten.

### Wahlrecht
Parteien und Wählervereinigungen, die nicht im Deutschen Bundestag oder in der Bürgerschaft aufgrund eigener Wahlvorschläge ununterbrochen seit der letzten Wahl vertreten waren, müssen ihre Beteiligung beim Landeswahlleiter anzeigen und ihre Eigenschaft als Partei oder Wählervereinigung nachweisen. Sie müssen außerdem für ihre Listen Unterstützungsunterschriften von einem Tausendstel der Wahlberechtigten des Wahlbereichs einreichen.

### Wahlsystem
Die Städte Bremen und Bremerhaven bilden zwei getrennte Wahlbereiche mit verschiedenen Wahllisten und separater Anwendung der Fünf-Prozent-Hürde. Seit 2011 gilt in Bremen ein Wahlsystem, bei dem jeder Wahlberechtigte fünf Stimmen auf Listen bzw. darin enthaltene Bewerber verteilen (kumulieren und panaschieren) kann.
Am 12. Juli 2022 beschloss die Bremische Bürgerschaft eine Änderung des Bremer Wahlgesetzes, um die Anzahl der stadtbremischen Abgeordneten von 69 auf 72 zu erhöhen. Im Wahlbereich Bremerhaven werden weiterhin 15 Abgeordnete gewählt. Die Änderung schafft einen Ausgleich zu der gesunkenen Einwohnerzahl Bremerhavens. Damit erhöht sich für die anstehende Bürgerschaftswahl die Anzahl der Abgeordneten im Land Bremen von 84 auf 87.

## Ausgangslage

### Vorherige Wahl 2019
Das erste Mal seit dem Zweiten Weltkrieg hatte die SPD nach deutlichen Verlusten die relative Mehrheit der Stimmen verloren, und die CDU wurde stärkste Partei in der Hansestadt. Grüne und Linke konnten ihre Stimmenanteile leicht verbessern.
Nach zwölf Jahren konnte die rot-grüne Koalition wegen fehlender Mehrheit nicht mehr fortgeführt werden. SPD, Grüne und Linke einigten sich auf einen Koalitionsvertrag, sodass die SPD weiterhin den Bremer Bürgermeister stellte.
Der bisherige Bürgermeister und Spitzenkandidat Carsten Sieling kündigte wegen des schlechten Abschneidens der SPD seinen Rücktritt an, sodass sein Parteikollege Andreas Bovenschulte am 15. August 2019 als Nachfolger gewählt wurde.
Das Bündnis bedeutete die erstmalige Regierungsbeteiligung der Linken in einem westdeutschen Bundesland.

### Bisherige Bürgerschafts-Parteien
Die Sitzverteilung am Beginn und am Ende der Legislaturperiode war die folgende:
| Partei | Partei                                      | Kurzbezeichnung | Sitze nach der Wahl 2019 | Sitze vor der Wahl 2023 |
| ------ | ------------------------------------------- | --------------- | ------------------------ | ----------------------- |
|        | Christlich Demokratische Union Deutschlands | CDU             | 24                       | 24                      |
|        | Sozialdemokratische Partei Deutschlands     | SPD             | 23                       | 23                      |
|        | Bündnis 90/Die Grünen                       | GRÜNE           | 16                       | 16                      |
|        | Die Linke                                   | LINKE           | 10                       | 10                      |
|        | Freie Demokratische Partei                  | FDP             | 05                       | 05                      |
|        | Alternative für Deutschland                 | AfD             | 05                       | 0(a)4 (a)               |
|        | Bürger in Wut                               | BIW             | 01                       | 0(a)2 (a)               |

## Kandidaten und Parteien
|              |                      |                |               |              |                 |
| Frank Imhoff | Andreas Bovenschulte | Maike Schaefer | Kristina Vogt | Thore Schäck | Piet Leidreiter |

Wahlvorschläge waren bis zum 6. März 2023 einzureichen. Parteien und Wählervereinigungen, die weder im Deutschen Bundestag noch in der Bremischen Bürgerschaft vertreten sind, mussten bis spätestens am 6. Februar 2023 ihre Beteiligung anzeigen. Sie müssen zudem für ihre Wahlvorschläge Unterstützungsunterschriften von 395 Wahlberechtigten für den Wahlbereich Bremen bzw. 82 Wahlberechtigten für den Wahlbereich Bremerhaven vorlegen. Neben den sieben in den Bürgerschaft vertretenen Parteien reichten zwölf Vereinigungen eine Beteiligungsanzeige ein. Die Beteiligungsanzeige der Partei Die Rechte – Partei für Volksabstimmung, Souveränität und Heimatschutz (Die Rechte) wurde vom Landeswahlausschuss zurückgewiesen, da diese auch auf Aufforderung nicht ihren kompletten Namen auf der Beteiligungsanzeige angegeben hatte.
Bei der Bürgerschaftswahl in Bremen wurden die Bürger in Wut von der 2022 gegründeten Partei Bündnis Deutschland finanziell und personell unterstützt, Bündnis Deutschland verzichtete auf eine eigenständige Kandidatur. Auf einer außerordentlichen Mitgliederversammlung beschloss BIW am 4. März 2023 die Fusion mit Bündnis Deutschland nach der Wahl zur Bürgerschaft.
Vorbehaltlich der endgültigen Entscheidung durch den Landeswahlausschuss in einer öffentlichen Sitzung am 23. März 2023 haben am 17. März 2023 der Ausschuss für den Wahlbereich Bremen Wahlvorschläge von 15 Parteien zugelassen, der Ausschuss für den Wahlbereich Bremerhaven Wahlvorschläge von 9 Parteien: Die Liste der AfD im Wahlbereich Bremen wurde nicht zur Wahl zugelassen, nachdem zwei Wahlvorschläge von zwei miteinander konkurrierenden Landesvorständen eingereicht worden waren. Die Landeswahlleitung hatte die Partei mit Fristsetzung dazu aufgefordert, sich auf einen Wahlvorschlag zu einigen. Im Wahlbereich Bremerhaven wurde die Liste der AfD zunächst zugelassen, ebenso für die Wahl zur Bremerhavener Stadtverordnetenversammlung, wo jeweils nur eine AfD-Liste eingereicht wurde. Der Wahlvorschlag der Partei Die Rechte in Bremen wurde zurückgewiesen, nachdem bereits die Beteiligungsanzeige zurückgewiesen worden war. Die Partei der Humanisten hatte ihre Beteiligung angezeigt, aber keinen Wahlvorschlag eingereicht. Am 23. März 2023 entschied der Landeswahlausschuss, dass auch die AfD-Liste zur Bürgerschaftswahl in Bremerhaven nicht zugelassen wird, da „der Wahlvorschlag nicht von einem legitimierten AfD-Landesvorstand unterzeichnet worden sei“.
Damit treten folgende 16 Parteien bzw. Wählervereinigungen zur Wahl an:
| Liste | Liste                                                                                         | Liste                                             | Kandidaten | Kandidaten  |
| Nr.   | Partei/Wählervereinigung                                                                      | Kurzbezeichnung                                   | Bremen     | Bremerhaven |
| ----- | --------------------------------------------------------------------------------------------- | ------------------------------------------------- | ---------- | ----------- |
| 1     | Christlich Demokratische Union Deutschlands                                                   | CDU                                               | 53         | 10          |
| 2     | Sozialdemokratische Partei Deutschlands                                                       | SPD                                               | 59         | 14          |
| 3     | Bündnis 90/Die Grünen                                                                         | Grüne                                             | 32         | 13          |
| 4     | Die Linke                                                                                     | Die Linke                                         | 24         | 3           |
| 5     | Freie Demokratische Partei                                                                    | FDP                                               | 20         | 5           |
| 6     | Bürger in Wut                                                                                 | BIW                                               | 20         | 13          |
| 7     | Partei für Arbeit, Rechtsstaat, Tierschutz, Elitenförderung und basisdemokratische Initiative | Die PARTEI                                        | 15         | –           |
| 8     | Piratenpartei Deutschland                                                                     | Piraten                                           | –          | 2           |
| 9     | Basisdemokratische Partei Deutschland                                                         | Die Basis                                         | 10         | –           |
| 10    | Grundeinkommen für Alle                                                                       | GFA                                               | 5          | –           |
| 11    | Marxistisch-Leninistische Partei Deutschlands                                                 | MLPD                                              | 4          | –           |
| 12    | MERA25                                                                                        | MERA25                                            | 3          | –           |
| 13    | Ökologisch-Demokratische Partei                                                               | ÖDP                                               | 4          | 1           |
| 14    | Partei für schulmedizinische Verjüngungsforschung                                             | Partei für schulmedizinische Verjüngungsforschung | 1          | –           |
| 15    | Partei Mensch Umwelt Tierschutz                                                               | Tierschutzpartei                                  | 2          | –           |
| 16    | Volt Bremen                                                                                   | Volt                                              | 6          | –           |

#### Verlauf

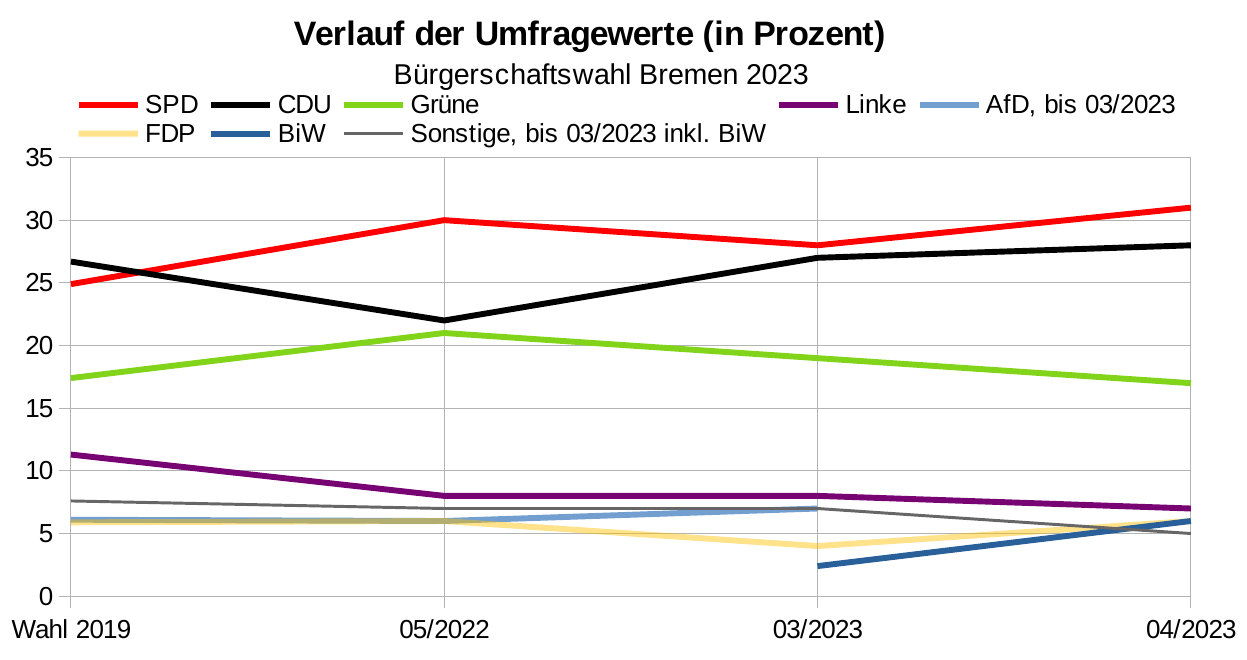
Umfragewerte auf monatliche Umfrageergebnisse gemittelt, von der Bürgerschaftswahl 2019 bis 20. April 2023

## Umfragen

### Letzte Umfragen vor der Wahl

#### Land Bremen
| Institut                | Datum      | CDU    | SPD    | Grüne  | Linke  | AfD   | FDP   | BIW   | Sonst. |
| ----------------------- | ---------- | ------ | ------ | ------ | ------ | ----- | ----- | ----- | ------ |
| Bürgerschaftswahl 2023  | 14.05.2023 | 26,2 % | 29,8 % | 11,9 % | 10,9 % | —     | 5,1 % | 9,4 % | 6,8 %  |
| Forschungsgruppe Wahlen | 11.05.2023 | 26 %   | 29 %   | 13 %   | 11 %   | —     | 6 %   | 10 %  | 5 %    |
| INSA                    | 09.05.2023 | 28 %   | 30 %   | 12 %   | 9 %    | —     | 6 %   | 8 %   | 7 %    |
| Forschungsgruppe Wahlen | 05.05.2023 | 27 %   | 30 %   | 13 %   | 9 %    | —     | 6 %   | 9 %   | 6 %    |
| Infratest dimap         | 04.05.2023 | 27 %   | 30 %   | 13 %   | 10 %   | —     | 6 %   | 9 %   | 5 %    |
| INSA                    | 29.04.2023 | 30 %   | 30 %   | 15 %   | 6 %    | —     | 7 %   | 7 %   | 5 %    |
| Infratest dimap         | 20.04.2023 | 28 %   | 31 %   | 17 %   | 7 %    | —     | 6 %   | 6 %   | 5 %    |
| Infratest dimap         | 01.03.2023 | 27 %   | 28 %   | 19 %   | 8 %    | 7 %   | 4 %   | —     | 7 %    |
| Infratest dimap         | 18.05.2022 | 22 %   | 30 %   | 21 %   | 8 %    | 6 %   | 6 %   | —     | 7 %    |
| Bürgerschaftswahl 2019  | 26.05.2019 | 26,7 % | 24,9 % | 17,4 % | 11,3 % | 6,1 % | 5,9 % | 2,4 % | 5,1 %  |

#### Stadt Bremen
| Institut               | Datum      | CDU    | SPD    | Grüne  | Linke  | FDP   | AfD   | BIW   | Sonst. |
| ---------------------- | ---------- | ------ | ------ | ------ | ------ | ----- | ----- | ----- | ------ |
| Bürgerschaftswahl 2023 | 14.05.2023 | 26,9 % | 29,9 % | 11,7 % | 11,6 % | 5,1 % | —     | 7,4 % | 7,4 %  |
| INSA                   | 29.04.2023 | 29 %   | 31 %   | 15 %   | 7 %    | 7 %   | —     | 6 %   | 5 %    |
| Bürgerschaftswahl 2019 | 26.05.2019 | 27,2 % | 24,9 % | 17,6 % | 11,8 % | 6,0 % | 5,7 % | 1,6 % | 5,2 %  |

#### Stadt Bremerhaven
| Institut               | Datum      | SPD    | CDU    | Grüne  | AfD   | Linke | BIW    | FDP   | Sonst. |
| ---------------------- | ---------- | ------ | ------ | ------ | ----- | ----- | ------ | ----- | ------ |
| Bürgerschaftswahl 2023 | 14.05.2023 | 29,0 % | 21,3 % | 13,2 % | —     | 6,1 % | 22,7 % | 5,2 % | 2,4 %  |
| INSA                   | 29.04.2023 | 24 %   | 35 %   | 13 %   | —     | 2 %   | 16 %   | 7 %   | 3 %    |
| Bürgerschaftswahl 2019 | 26.05.2019 | 25,0 % | 23,1 % | 16,6 % | 9,1 % | 8,5 % | 7,4 %  | 5,8 % | 4,6 %  |

#### Direktwahl Bürgermeister
| Institut                | Datum      | Frank Imhoff (CDU) | Andreas Bovenschulte (SPD) | Maike Schaefer (Grüne) | weiß nicht / keiner |
| ----------------------- | ---------- | ------------------ | -------------------------- | ---------------------- | ------------------- |
| Forschungsgruppe Wahlen | 14.05.2023 | 23 %               | 60 %                       | —                      | 17 %                |
| Infratest dimap         | 14.05.2023 | 25 %               | 58 %                       | —                      | 17 %                |
| Forschungsgruppe Wahlen | 11.05.2023 | 23 %               | 60 %                       | —                      | 17 %                |
| Forschungsgruppe Wahlen | 05.05.2023 | 24 %               | 58 %                       | —                      | 18 %                |
| Infratest dimap         | 04.05.2023 | 23 %               | 59 %                       | —                      | 18 %                |
| Infratest dimap         | 20.04.2023 | 17 %               | 52 %                       | 5 %                    | 26 %                |

## Ergebnis

### Land Bremen gesamt
| Partei                | Partei                                            | Kurzform              | Stimmen   | Stimmen | Stimmen | Sitze  | Sitze       | Sitze  | Sitze |
| Partei                | Partei                                            | Kurzform              | Anzahl    | %       | +/−     | Bremen | Bremerhaven | Gesamt | +/−   |
| --------------------- | ------------------------------------------------- | --------------------- | --------- | ------- | ------- | ------ | ----------- | ------ | ----- |
|                       | Sozialdemokratische Partei Deutschlands           | SPD                   | 376.007   | 29,8    | +4,9    | 23     | 4           | 27     | +4    |
|                       | Christlich Demokratische Union Deutschlands       | CDU                   | 330.791   | 26,2    | –0,4    | 21     | 3           | 24     | ±0    |
|                       | Bündnis 90/Die Grünen                             | Grüne                 | 150.047   | 11,9    | –5,5    | 9      | 2           | 11     | –5    |
|                       | Die Linke                                         | Linke                 | 137.449   | 10,9    | –0,4    | 9      | 1           | 10     | ±0    |
|                       | Bürger in Wut                                     | BIW                   | 118.527   | 9,4     | +7,0    | 6      | 4           | 10     | +9    |
|                       | Freie Demokratische Partei                        | FDP                   | 64.055    | 5,1     | –0,9    | 4      | 1           | 5      | ±0    |
|                       | Volt Bremen                                       | Volt                  | 24.823    | 2,0     | neu     | —      | —           | —      | —     |
|                       | Partei Mensch Umwelt Tierschutz                   | Tierschutzpartei      | 13.793    | 1,1     | neu     | —      | —           | —      | —     |
|                       | Die PARTEI                                        | Die PARTEI            | 12.040    | 1,0     | –0,7    | —      | —           | —      | —     |
|                       | Basisdemokratische Partei Deutschland             | dieBasis              | 9.976     | 0,8     | neu     | —      | —           | —      | —     |
|                       | MERA25                                            | MERA25                | 7.910     | 0,6     | neu     | —      | —           | —      | —     |
|                       | Ökologisch-Demokratische Partei                   | ÖDP                   | 5.488     | 0,4     | neu     | —      | —           | —      | —     |
|                       | Grundeinkommen für Alle                           | GFA                   | 5.346     | 0,4     | neu     | —      | —           | —      | —     |
|                       | Piratenpartei                                     | Piraten               | 2.172     | 0,2     | –0,8    | —      | —           | —      | —     |
|                       | Marxistisch-Leninistische Partei Deutschlands     | MLPD                  | 1.993     | 0,2     | neu     | —      | —           | —      | —     |
|                       | Partei für schulmedizinische Verjüngungsforschung | —                     | 1.484     | 0,1     | neu     | —      | —           | —      | —     |
| Gesamt                | Gesamt                                            | Gesamt                | 1.261.901 | 100,0   | —       | 72     | 15          | 87     | +3    |
| Gültige Stimmzettel   | Gültige Stimmzettel                               | Gültige Stimmzettel   | 255.010   | 97,4    |         |        |             |        |       |
| Ungültige Stimmzettel | Ungültige Stimmzettel                             | Ungültige Stimmzettel | 6.778     | 2,6     |         |        |             |        |       |
| Wahlbeteiligung       | Wahlbeteiligung                                   | Wahlbeteiligung       | 261.788   | 56,8    |         |        |             |        |       |
| Wahlberechtigte       | Wahlberechtigte                                   | Wahlberechtigte       | 460.754   | 460.754 |         |        |             |        |       |

Für die gewählten Abgeordneten siehe die Liste der Mitglieder der Bremischen Bürgerschaft (21. Wahlperiode).

### Stadt Bremen nach Stadtgebieten
| Bürgerschaftswahl 2023 – Stadt Bremen %3020100 26,9 (−0,3)29,9 (+5,0)11,7 (−5,9)11,6 (−0,2)5,1 (−0,9)1,1 (−0,8)7,4 (+5,8)2,3 (n. k.)1,3 (n. k.)2,7 (−6,3) CDUSPDGrüneLinkeFDPPARTEIBIWVoltTierschutzSonst.20192023 Sitzverteilung des Wahlbereiches Stadt BremenInsgesamt 72 Sitze - Linke: 9 - SPD: 23 - Grüne: 9 - FDP: 4 - CDU: 21 - BIW: 6 Parteistimmen Stadt Bremen(59,5 % Wahlbeteiligung, 2,4 % ungültige Stimmen) %3020100 27,9 (+4,4)14,6 (−6,4)19,6 (−1,0)10,0 (−3,4)6,5 (+0,5)1,6 (−1,1)10,3 (+8,8)3,4 (n. k.)2,0 (n. k.)1,2 (n. k.)1,2 (n. k.)1,7 (−9,6) CDUGrüneSPDLinkeFDPPARTEIBIWVoltTierschutzBasisMERA25Sonst. Personenstimmen Stadt Bremen(59,5 % Wahlbeteiligung, 2,4 % ungültige Stimmen) %50403020100 25,7 (−7,0)42,8 (+11,6)8,0 (−4,6)13,7 (+4,4)5,9 (+2,7)3,8 (+2,0)2,8 (−3,6) CDUSPDGrüneLinkeFDPBIWSonst. |

Im Folgenden sind die Ergebnisse in den einzelnen Ortsteilen aufgeführt.
| Gebiet                 | Wahl- berechtigte | Wahl beteiligung | SPD    | CDU    | Grüne  | Linke  | BIW    | FDP    | Volt  | Sonst. |
| ---------------------- | ----------------- | ---------------- | ------ | ------ | ------ | ------ | ------ | ------ | ----- | ------ |
| Stadt Bremen           | 381.397           | 59,5 %           | 29,9 % | 26,9 % | 11,7 % | 11,6 % | 7,4 %  | 5,1 %  | 2,3 % | 5,1 %  |
| Altstadt               | 2.480             | 58,8 %           | 23,4 % | 26,7 % | 16,1 % | 11,4 % | 4,4 %  | 8,5 %  | 3,0 % | 6,4 %  |
| Bahnhofsvorstadt       | 3.249             | 50,2 %           | 25,7 % | 22,0 % | 16,3 % | 12,9 % | 5,0 %  | 6,1 %  | 3,3 % | 8,3 %  |
| Ostertor               | 6.289             | 72,8 %           | 24,8 % | 13,8 % | 21,0 % | 24,8 % | 1,8 %  | 3,5 %  | 2,9 % | 7,6 %  |
| Alte Neustadt          | 5.153             | 63,2 %           | 25,9 % | 20,6 % | 16,9 % | 16,0 % | 4,4 %  | 5,6 %  | 3,3 % | 7,3 %  |
| Hohentor               | 3.081             | 58,9 %           | 24,0 % | 12,9 % | 20,1 % | 22,0 % | 4,3 %  | 3,5 %  | 3,3 % | 10,0 % |
| Neustadt               | 5.433             | 71,1 %           | 26,3 % | 13,3 % | 20,1 % | 23,7 % | 2,2 %  | 2,8 %  | 3,1 % | 8,3 %  |
| Südervorstadt          | 3.597             | 66,6 %           | 26,7 % | 13,7 % | 20,4 % | 20,4 % | 3,5 %  | 3,3 %  | 3,5 % | 8,5 %  |
| Gartenstadt Süd        | 3.410             | 59,5 %           | 32,6 % | 19,9 % | 13,5 % | 13,9 % | 6,2 %  | 4,2 %  | 2,8 % | 6,8 %  |
| Buntentor              | 5.179             | 71,3 %           | 26,0 % | 14,2 % | 21,1 % | 21,6 % | 2,8 %  | 3,2 %  | 3,6 % | 7,5 %  |
| Neuenland              | 792               | 55,8 %           | 30,3 % | 29,1 % | 11,1 % | 9,7 %  | 6,3 %  | 4,9 %  | 3,8 % | 4,6 %  |
| Huckelriede            | 4.915             | 64,2 %           | 29,5 % | 17,9 % | 16,9 % | 16,3 % | 4,6 %  | 4,4 %  | 3,0 % | 7,3 %  |
| Habenhausen            | 6.536             | 76,1 %           | 32,1 % | 37,8 % | 6,4 %  | 6,1 %  | 6,8 %  | 5,9 %  | 1,6 % | 3,2 %  |
| Arsten                 | 7.286             | 63,3 %           | 33,5 % | 35,6 % | 5,7 %  | 6,2 %  | 8,4 %  | 5,7 %  | 0,8 % | 4,1 %  |
| Kattenturm             | 7.547             | 45,0 %           | 37,5 % | 27,2 % | 5,3 %  | 7,9 %  | 10,6 % | 5,0 %  | 1,3 % | 5,1 %  |
| Kattenesch             | 3.881             | 57,7 %           | 35,6 % | 29,4 % | 7,3 %  | 6,7 %  | 10,6 % | 5,2 %  | 0,9 % | 4,3 %  |
| Mittelshuchting        | 6.553             | 50,1 %           | 33,8 % | 30,7 % | 6,4 %  | 7,1 %  | 10,8 % | 4,6 %  | 1,9 % | 4,8 %  |
| Sodenmatt              | 4.209             | 39,6 %           | 37,0 % | 28,9 % | 4,5 %  | 7,1 %  | 13,3 % | 3,8 %  | 0,9 % | 4,3 %  |
| Kirchhuchting          | 5.075             | 45,6 %           | 34,7 % | 30,9 % | 5,8 %  | 6,7 %  | 11,6 % | 4,3 %  | 1,2 % | 4,9 %  |
| Grolland               | 2.546             | 73,4 %           | 33,5 % | 28,3 % | 10,3 % | 8,9 %  | 9,5 %  | 4,3 %  | 1,7 % | 3,4 %  |
| Woltmershausen         | 7.012             | 52,0 %           | 33,5 % | 24,8 % | 9,2 %  | 9,3 %  | 10,0 % | 3,6 %  | 2,8 % | 6,9 %  |
| Rablinghausen          | 2.365             | 62,6 %           | 36,8 % | 29,4 % | 9,0 %  | 7,4 %  | 8,6 %  | 2,9 %  | 1,2 % | 4,7 %  |
| Seehausen              | 796               | 63,4 %           | 20,9 % | 58,0 % | 2,5 %  | 2,8 %  | 8,5 %  | 3,1 %  | 0,7 % | 3,5 %  |
| Strom                  | 342               | 74,0 %           | 17,7 % | 60,6 % | 5,4 %  | 4,4 %  | 3,5 %  | 4,0 %  | 0,3 % | 4,0 %  |
| Steintor               | 5.513             | 73,6 %           | 23,2 % | 10,5 % | 22,3 % | 28,2 % | 2,0 %  | 2,6 %  | 3,5 % | 7,8 %  |
| Fesenfeld              | 5.298             | 73,5 %           | 25,3 % | 11,9 % | 22,0 % | 26,2 % | 1,5 %  | 2,9 %  | 3,9 % | 6,3 %  |
| Peterswerder           | 7.830             | 74,9 %           | 28,2 % | 16,3 % | 18,3 % | 21,7 % | 3,1 %  | 3,3 %  | 3,3 % | 5,8 %  |
| Hulsberg               | 3.622             | 67,4 %           | 29,1 % | 17,0 % | 16,5 % | 19,6 % | 4,6 %  | 3,4 %  | 3,1 % | 6,9 %  |
| Neu-Schwachhausen      | 4.733             | 75,1 %           | 25,1 % | 30,0 % | 17,4 % | 9,5 %  | 3,6 %  | 6,3 %  | 3,9 % | 4,1 %  |
| Bürgerpark             | 3.479             | 76,9 %           | 21,2 % | 34,1 % | 15,8 % | 11,6 % | 8,6 %  | 2,5 %  | 3,1 % | 3,1 %  |
| Barkhof                | 2.340             | 74,9 %           | 25,0 % | 23,1 % | 20,3 % | 15,1 % | 2,1 %  | 5,8 %  | 4,1 % | 4,5 %  |
| Riensberg              | 4.748             | 72,5 %           | 26,3 % | 27,6 % | 18,2 % | 10,3 % | 3,7 %  | 6,0 %  | 3,0 % | 4,8 %  |
| Radio Bremen           | 5.686             | 74,0 %           | 23,2 % | 35,4 % | 14,8 % | 9,6 %  | 2,9 %  | 7,3 %  | 3,2 % | 3,6 %  |
| Schwachhausen          | 2.724             | 80,6 %           | 23,3 % | 29,6 % | 17,7 % | 13,2 % | 2,6 %  | 6,0 %  | 3,5 % | 3,9 %  |
| Gete                   | 6.315             | 77,1 %           | 24,8 % | 27,5 % | 17,4 % | 14,4 % | 3,0 %  | 5,6 %  | 3,4 % | 3,8 %  |
| Gartenstadt Vahr       | 5.414             | 58,5 %           | 31,0 % | 29,2 % | 8,8 %  | 10,1 % | 8,0 %  | 5,7 %  | 2,1 % | 5,0 %  |
| Neue Vahr Nord         | 4.443             | 37,8 %           | 36,5 % | 21,9 % | 7,6 %  | 7,3 %  | 12,1 % | 5,8 %  | 2,3 % | 6,5 %  |
| Neue Vahr Südwest      | 2.634             | 41,8 %           | 42,6 % | 23,6 % | 5,0 %  | 9,1 %  | 10,1 % | 3,9 %  | 1,5 % | 4,2 %  |
| Neue Vahr Südost       | 4.273             | 38,7 %           | 39,4 % | 23,3 % | 5,6 %  | 6,2 %  | 13,3 % | 3,7 %  | 2,4 % | 6,2 %  |
| Horn                   | 3.893             | 72,0 %           | 23,0 % | 41,0 % | 11,1 % | 7,4 %  | 4,9 %  | 7,8 %  | 2,3 % | 2,6 %  |
| Lehe                   | 6.471             | 68,0 %           | 26,9 % | 25,9 % | 16,8 % | 11,3 % | 4,0 %  | 6,3 %  | 3,7 % | 5,0 %  |
| Lehesterdeich          | 8.781             | 67,7 %           | 29,7 % | 29,5 % | 12,5 % | 8,3 %  | 6,2 %  | 6,8 %  | 2,6 % | 4,5 %  |
| Borgfeld               | 6.988             | 80,7 %           | 23,5 % | 41,9 % | 12,0 % | 5,9 %  | 5,3 %  | 6,5 %  | 2,0 % | 2,7 %  |
| Oberneuland            | 10.488            | 73,5 %           | 19,7 % | 50,0 % | 7,0 %  | 4,3 %  | 4,8 %  | 9,7 %  | 2,1 % | 2,5 %  |
| Ellener Feld           | 2.501             | 55,0 %           | 34,0 % | 30,9 % | 7,3 %  | 7,9 %  | 10,3 % | 4,8 %  | 1,3 % | 3,3 %  |
| Ellenerbrok Schevemoor | 7.923             | 44,8 %           | 35,3 % | 28,9 % | 5,6 %  | 7,2 %  | 11,6 % | 5,4 %  | 1,2 % | 5,0 %  |
| Tenever                | 5.470             | 32,4 %           | 35,8 % | 25,6 % | 4,7 %  | 11,0 % | 12,0 % | 5,7 %  | 0,3 % | 5,0 %  |
| Osterholz              | 4.373             | 59,8 %           | 31,6 % | 35,0 % | 5,6 %  | 6,7 %  | 9,6 %  | 6,1 %  | 1,4 % | 4,1 %  |
| Blockdiek              | 3.920             | 41,2 %           | 40,3 % | 26,0 % | 4,3 %  | 7,3 %  | 12,9 % | 4,0 %  | 1,1 % | 4,2 %  |
| Sebaldsbrück           | 6.463             | 57,4 %           | 32,3 % | 29,7 % | 8,0 %  | 9,9 %  | 8,8 %  | 5,0 %  | 1,6 % | 4,9 %  |
| Hastedt                | 7.287             | 63,1 %           | 31,7 % | 19,0 % | 14,7 % | 15,3 % | 5,5 %  | 3,8 %  | 2,8 % | 7,0 %  |
| Hemelingen             | 6.075             | 46,7 %           | 34,6 % | 28,4 % | 5,9 %  | 8,6 %  | 10,2 % | 4,5 %  | 1,9 % | 5,9 %  |
| Arbergen               | 4.399             | 64,4 %           | 32,7 % | 36,4 % | 3,6 %  | 7,7 %  | 10,5 % | 4,5 %  | 0,7 % | 3,7 %  |
| Mahndorf               | 3.946             | 53,8 %           | 34,8 % | 32,0 % | 5,4 %  | 5,2 %  | 12,1 % | 5,6 %  | 1,0 % | 3,9 %  |
| Blockland              | 337               | 84,0 %           | 19,5 % | 47,7 % | 8,4 %  | 8,2 %  | 5,9 %  | 4,1 %  | 0,9 % | 5,2 %  |
| Regensburger Straße    | 4.936             | 67,5 %           | 28,0 % | 16,6 % | 19,0 % | 16,9 % | 4,3 %  | 3,9 %  | 4,1 % | 7,4 %  |
| Findorff-Bürgerweide   | 4.692             | 64,8 %           | 30,4 % | 16,0 % | 18,8 % | 17,5 % | 3,5 %  | 3,8 %  | 3,3 % | 6,6 %  |
| Weidedamm†             | 9.913             | 70,3 %           | 31,9 % | 24,4 % | 13,5 % | 13,4 % | 5,3 %  | 4,8 %  | 2,2 % | 4,7 %  |
| Utbremen               | 1.980             | 51,5 %           | 35,1 % | 20,3 % | 9,7 %  | 11,5 % | 11,0 % | 5,4 %  | 2,3 % | 4,8 %  |
| Steffensweg            | 2.860             | 52,7 %           | 32,3 % | 19,9 % | 10,2 % | 13,2 % | 11,1 % | 3,7 %  | 2,8 % | 7,0 %  |
| Westend                | 4.115             | 57,9 %           | 29,7 % | 16,3 % | 15,0 % | 19,3 % | 6,8 %  | 3,2 %  | 3,1 % | 6,6 %  |
| Walle                  | 5.148             | 57,8 %           | 29,5 % | 19,4 % | 13,8 % | 18,1 % | 7,9 %  | 3,6 %  | 1,9 % | 5,6 %  |
| Osterfeuerberg         | 3.295             | 56,8 %           | 30,2 % | 16,7 % | 12,4 % | 17,4 % | 9,8 %  | 3,9 %  | 2,7 % | 6,8 %  |
| Hohweg                 | 227               | 24,2 %           | 32,6 % | 20,5 % | 6,1 %  | 11,7 % | 22,7 % | 3,0 %  | 0,0 % | 3,5 %  |
| Überseestadt           | 2.986             | 54,6 %           | 26,3 % | 27,4 % | 11,0 % | 8,0 %  | 6,5 %  | 12,5 % | 3,5 % | 4,7 %  |
| Lindenhof              | 3.967             | 44,5 %           | 39,4 % | 21,9 % | 5,6 %  | 11,0 % | 11,2 % | 4,1 %  | 0,9 % | 5,9 %  |
| Gröpelingen            | 4.458             | 40,6 %           | 38,2 % | 22,3 % | 5,9 %  | 10,3 % | 12,8 % | 3,5 %  | 1,2 % | 5,7 %  |
| Ohlenhof               | 4.292             | 38,3 %           | 38,3 % | 24,9 % | 4,8 %  | 9,3 %  | 11,8 % | 4,1 %  | 1,1 % | 5,6 %  |
| Oslebshausen           | 5.337             | 45,9 %           | 37,5 % | 26,0 % | 4,1 %  | 7,9 %  | 15,1 % | 3,9 %  | 0,9 % | 4,6 %  |
| Burg-Grambke           | 4.845             | 55,2 %           | 32,4 % | 30,9 % | 6,5 %  | 7,5 %  | 12,3 % | 5,7 %  | 1,1 % | 3,7 %  |
| Werderland             | 275               | 46,2 %           | 32,8 % | 22,0 % | 7,2 %  | 17,2 % | 7,2 %  | 3,1 %  | 1,3 % | 8,9 %  |
| Burgdamm               | 6.808             | 44,4 %           | 36,7 % | 27,4 % | 5,3 %  | 6,7 %  | 13,2 % | 5,1 %  | 1,1 % | 4,4 %  |
| Lesum                  | 6.906             | 58,6 %           | 30,8 % | 32,1 % | 9,5 %  | 8,5 %  | 8,2 %  | 5,4 %  | 1,3 % | 4,2 %  |
| St. Magnus             | 4.748             | 66,1 %           | 28,9 % | 35,3 % | 8,5 %  | 7,5 %  | 8,4 %  | 5,4 %  | 2,6 % | 3,6 %  |
| Vegesack               | 4.685             | 54,4 %           | 31,9 % | 31,0 % | 8,9 %  | 7,7 %  | 10,5 % | 4,4 %  | 1,0 % | 4,5 %  |
| Grohn                  | 3.286             | 56,2 %           | 35,3 % | 30,7 % | 7,2 %  | 6,7 %  | 10,1 % | 4,2 %  | 1,9 % | 3,8 %  |
| Schönebeck             | 3.894             | 63,6 %           | 29,1 % | 33,9 % | 10,3 % | 7,4 %  | 8,7 %  | 4,2 %  | 1,6 % | 4,8 %  |
| Aumund-Hammersbeck     | 5.407             | 56,0 %           | 35,1 % | 27,6 % | 7,8 %  | 6,3 %  | 13,6 % | 4,2 %  | 1,3 % | 4,1 %  |
| Fähr-Lobbendorf        | 5.409             | 50,0 %           | 33,9 % | 28,4 % | 5,9 %  | 7,4 %  | 13,6 % | 4,6 %  | 1,1 % | 5,1 %  |
| Blumenthal             | 5.683             | 45,5 %           | 31,8 % | 30,2 % | 5,0 %  | 6,6 %  | 15,7 % | 5,7 %  | 0,7 % | 4,2 %  |
| Rönnebeck              | 3.248             | 49,9 %           | 36,0 % | 28,5 % | 3,5 %  | 4,8 %  | 17,5 % | 4,3 %  | 0,6 % | 4,9 %  |
| Lüssum-Bockhorn        | 7.949             | 43,0 %           | 34,6 % | 28,0 % | 4,8 %  | 6,2 %  | 17,3 % | 4,3 %  | 0,6 % | 4,1 %  |
| Farge                  | 2.140             | 54,4 %           | 30,4 % | 33,2 % | 4,6 %  | 4,4 %  | 18,4 % | 3,4 %  | 0,7 % | 4,9 %  |
| Rekum                  | 1.824             | 60,1 %           | 30,1 % | 35,0 % | 3,4 %  | 4,6 %  | 16,9 % | 4,1 %  | 1,1 % | 4,7 %  |

† zusammen mit dem Ortsteil In den Hufen

### Stadt Bremerhaven nach Stadtgebieten
| Bürgerschaftswahl 2023 – Stadt Bremerhaven %3020100 29,0 (+4,0)21,3 (−1,8)13,2 (−3,4)6,1 (−2,4)22,7 (+15,3)5,2 (−0,6)1,3 (−0,9)1,1 (n. k.)keine (−11,5) SPDCDUGrüneLinkeBIWFDPPiratenÖDPSonst.20192023 Sitzverteilung des Wahlbereiches Stadt BremerhavenInsgesamt 15 Sitze - Linke: 1 - SPD: 4 - Grüne: 2 - FDP: 1 - CDU: 3 - BIW: 4 Parteistimmen Stadt Bremerhaven(44,0 % Wahlbeteiligung, 3,9 % ungültige Stimmen) %3020100 29,4 (+5,0)22,3 (+0,2)13,8 (−4,6)7,6 (−2,0)5,6 (−0,4)18,1 (+13,1)1,7 (−0,5)1,4 (n. k.)keine (−12,3) SPDCDUGrüneLinkeFDPBIWPiratenÖDPSonst. Personenstimmen Stadt Bremerhaven(44,0 % Wahlbeteiligung, 3,9 % ungültige Stimmen) %3020100 28,4 (+2,4)19,9 (−4,9)12,3 (−1,2)29,5 (+17,8)4,0 (−2,5)4,7 (−0,6)1,3 (−8,6) SPDCDUGrüneBIWLinkeFDPSonst. |

Im Folgenden sind die Ergebnisse nach Ortsteilen in Bremerhaven aufgeführt.
| Gebiet            | Wahl- berechtigte | Wahl beteiligung | SPD    | BIW    | CDU    | Grüne  | Linke  | FDP   | Piraten | ÖDP   |
| ----------------- | ----------------- | ---------------- | ------ | ------ | ------ | ------ | ------ | ----- | ------- | ----- |
| Stadt Bremerhaven | 79.357            | 44,0 %           | 29,0 % | 22,7 % | 21,3 % | 13,2 % | 6,1 %  | 5,2 % | 1,3 %   | 1,1 % |
| Weddewarden       | 410               | 48,3 %           | 21,2 % | 36,4 % | 25,5 % | 10,0 % | 3,1 %  | 3,0 % | 0,1 %   | 0,6 % |
| Königsheide       | 4.323             | 51,4 %           | 29,2 % | 24,5 % | 22,5 % | 9,9 %  | 4,6 %  | 7,5 % | 0,7 %   | 1,0 % |
| Fehrmoor          | 2.264             | 55,0 %           | 27,0 % | 23,6 % | 25,6 % | 10,8 % | 5,0 %  | 5,9 % | 1,3 %   | 0,7 % |
| Leherheide-West   | 5.266             | 26,4 %           | 27,2 % | 31,6 % | 18,8 % | 6,0 %  | 8,8 %  | 5,7 % | 1,2 %   | 0,6 % |
| Speckenbüttel     | 2.599             | 68,0 %           | 23,6 % | 17,3 % | 28,5 % | 17,5 % | 5,7 %  | 5,7 % | 0,7 %   | 1,0 % |
| Eckernfeld        | 3.980             | 48,4 %           | 30,4 % | 24,5 % | 19,6 % | 13,5 % | 5,3 %  | 4,4 % | 1,1 %   | 1,2 % |
| Twischkamp        | 2.812             | 33,1 %           | 34,0 % | 29,2 % | 13,3 % | 9,0 %  | 8,1 %  | 3,1 % | 2,4 %   | 1,0 % |
| Goethestraße      | 3.525             | 29,8 %           | 26,5 % | 20,2 % | 15,1 % | 20,6 % | 9,3 %  | 4,1 % | 2,3 %   | 1,9 % |
| Klushof           | 6.307             | 36,3 %           | 29,6 % | 26,1 % | 17,0 % | 13,2 % | 6,8 %  | 4,0 % | 2,1 %   | 1,1 % |
| Schierholz        | 4.550             | 48,3 %           | 25,8 % | 27,2 % | 24,0 % | 11,1 % | 5,3 %  | 4,5 % | 0,7 %   | 1,3 % |
| Buschkämpen       | 599               | 43,7 %           | 27,3 % | 33,5 % | 15,1 % | 14,3 % | 4,9 %  | 2,6 % | 1,4 %   | 0,9 % |
| Mitte-Süd         | 4.130             | 47,6 %           | 31,6 % | 17,5 % | 22,8 % | 14,8 % | 5,5 %  | 5,6 % | 1,4 %   | 0,9 % |
| Mitte-Nord        | 4.768             | 44,5 %           | 28,7 % | 15,3 % | 14,0 % | 23,2 % | 10,7 % | 4,7 % | 1,7 %   | 1,6 % |
| Geestemünde-Nord  | 4.694             | 48,1 %           | 29,0 % | 20,0 % | 22,7 % | 14,2 % | 5,8 %  | 5,5 % | 1,7 %   | 1,0 % |
| Geestendorf       | 7.376             | 36,8 %           | 31,1 % | 21,6 % | 19,4 % | 14,4 % | 6,6 %  | 3,7 % | 1,7 %   | 1,4 % |
| Geestemünde-Süd   | 2.140             | 40,7 %           | 31,9 % | 29,1 % | 16,7 % | 10,7 % | 5,0 %  | 4,3 % | 1,2 %   | 0,9 % |
| Bürgerpark        | 3.807             | 49,6 %           | 28,0 % | 15,9 % | 26,1 % | 15,5 % | 6,1 %  | 6,7 % | 0,5 %   | 1,1 % |
| Grünhöfe          | 3.471             | 33,1 %           | 27,5 % | 22,7 % | 25,9 % | 8,3 %  | 8,1 %  | 5,7 % | 1,2 %   | 0,6 % |
| Schiffdorferdamm  | 2.135             | 59,1 %           | 28,3 % | 19,8 % | 24,9 % | 12,8 % | 5,5 %  | 7,4 % | 0,7 %   | 0,7 % |
| Surheide          | 2.324             | 59,2 %           | 30,9 % | 25,7 % | 19,9 % | 11,8 % | 4,2 %  | 5,4 % | 1,1 %   | 1,0 % |
| Dreibergen        | 3.739             | 40,8 %           | 30,6 % | 26,1 % | 21,7 % | 9,8 %  | 4,6 %  | 4,6 % | 1,6 %   | 0,9 % |
| Jedutenberg       | 4.138             | 56,0 %           | 30,2 % | 22,9 % | 24,0 % | 10,7 % | 4,1 %  | 6,3 % | 1,3 %   | 0,7 % |

## Wahlprüfung
Insgesamt wurden neun Einsprüche gegen die Wahl eingelegt. Zwei wurden als unzulässig zurückgewiesen, da die Antragsteller nicht in Bremen wohnten. Zwei weitere Einsprüche, unter anderem von der Landeswahlleiterin, befassten sich mit insgesamt 280 Stimmzetteln, die nach der Wahl vermutlich versehentlich in Datenmüllcontainern entsorgt wurden. Da durch die Stimmzettel jedoch keine Änderung der Sitzverteilung der Parteien möglich gewesen wäre, wies das Wahlprüfungsgericht die Einsprüche zurück. Ein Einspruch gegen die Ermittlung des Wahlergebnisses unter Zuhilfenahme einer nicht quelloffenen Software wurde ebenfalls zurückgewiesen.
Die vier übrigen Einsprüche richteten sich gegen die Nichtzulassung der beiden im Namen der AfD eingereichten Wahlvorschläge. Sie wurden zurückgewiesen, da zum einen der vom sogenannten Notvorstand eingereichte Wahlvorschlag auf einer Mitgliederversammlung gewählt wurde, zu der nicht alle Mitglieder eingeladen waren und zum anderen der sogenannte Rumpfvorstand nicht nachweisen konnte, dass er zur Vertretung der AfD berechtigt war.

## Regierungsbildung
| Mögliche Koalition               | Sitze |
| -------------------------------- | ----- |
| Sitze gesamt                     | 87    |
| Absolute Mehrheit (ab 44 Sitzen) |       |
| SPD, CDU                         | 51    |
| SPD, Grüne, Linke                | 48    |

Alle bisherigen Koalitionsparteien der rot-grün-roten Koalition zeigten sich offen für die Fortsetzung des Bündnisses. Entgegen ihrer Positionierung im Wahlkampf 2019 legte sich die Bremer SPD jedoch nicht auf ein Linksbündnis fest. Der amtierende Bürgermeister Andreas Bovenschulte (SPD) lobte zwar die Arbeit der bisherigen Koalition, betonte aber auch Schnittmengen mit der CDU. Infolge des Wahlergebnisses kündigte er ergebnisoffene Gespräche mit allen demokratischen Parteien außer den Bürgern in Wut an.
CDU-Spitzenkandidat Frank Imhoff äußerte sich genauso wie Friedrich Merz positiv zu einer möglichen Großen Koalition als Alternative zur rot-grün-roten Koalition, um eine pragmatischere und problemorientiertere Politik aus seiner Sicht mitgestalten zu können. Am 25. Juni 2023 einigten sich SPD, Grüne und Linke auf eine Neuauflage ihrer bisherigen rot-grün-roten Koalition im Senat Bovenschulte II. Am 5. Juli 2023 wurde der Senat schließlich ins Amt gewählt.